# محمد ریدوی
محمد ریدوی (انگلیسی: Mohammad Ridoy؛ زادهٔ ۱ ژانویهٔ ۲۰۰۲) بازیکن فوتبال اهل بنگلادش است.
وی همچنین در تیم‌های ملی فوتبال زیر ۲۳ سال بنگلادش و بنگلادش بازی کرده است.